# 와도
와도(일본어: 和銅)는 일본의 연호 중 하나이다. 와도 3년 (710년)에 나라 헤이조에 헤이조쿄가 완성되어 이듬해에 천도하였다. 헤이조쿄가 완성된 와도 3년 (710년)부터를 일본사 시대 구분에서는 나라 시대라고 한다.
- 전후 : 게이운(慶雲) 이후 - 레이키(霊亀) 이전.
- 시기 : 708년 ~ 714년
- 천황 : 겐메이 천황

## 개원
- 게이운 5년 1월 11일(율리우스력 708년 2월 7일) 무사시에서 자연동을 헌상받은 것을 기념해 개원하여
- 와도 8년 9월 2일(율리우스력 715년 10월 3일) 레이키로 개원되었다.

## 유래
무사시노쿠니 지치부군(秩父郡)에서 정련할 필요가 없는 자연동 (와도)을 헌상받은 것을 기념하기 위해 개원할 연호를 '와도'로 지었다.
또한 이를 기념해 와도카이친(和同開珎)이란 구리 주화를 주조했다. 조정에 헌상된 이 자연동이 산출되었던 유적은 현재 사이타마현 지치부시 구로야(黒谷)에 있으며 와도 유적이라 불린다.

## 와도 시기에 일어난 일
- 원년
  - 2월 : 헤이조(平城) 땅에 새로운 수도를 조영(造營)할 것을 명하는 칙령이 내려졌다.
  - 10월 : 이세 신궁에서 신에게 헤이조쿄 조영을 고하는 의식을 치렀다.
- 3년
  - 3월 : 후지와라쿄에서 헤이조쿄로 천도하였다. 후지와라씨가 고후쿠지(興福寺)의 조영을 발원하다.
- 4년
  - 10월 : 돈의 유통을 촉진시키기 위하여 지쿠센조이레이(蓄銭叙位令 축전서위령[*])를 정하여 공포했다.
- 5년
  - 1월 : 오노 야스마로(太安麻呂)가 역사서 《고지키》를 완성하였다.
  - 9월 28일 : 도호쿠 지방에 데와노쿠니를 설치하였다.
- 6년
  - 4월 3일 : 단고노쿠니・미마사카노쿠니・오스미노쿠니를 설치하였다.
  - 5월 : 여러 구니(国)에 관한 후도키(風土記, 나라 시대 지방 문화 풍토와 지세 등을 기록한 것)의 편집을 명했다. 또 지방 행정단위인 고오리(郡)와 사토(郷)에 지을 지명(地名)에 좋은 글자를 붙이도록 명했다.
- 7년
  - 6월 : 오비토 황자(쇼무 천황)를 태자로 봉하였다.
  - 9월 : 겐메이 천황의 양위로 히타카 황녀(겐쇼 천황)가 즉위했다.

## 서력과의 대조표
| 와도        | 원년       | 2년        | 3년        | 4년        | 5년        | 6년        | 7년        | 8년        |
| ----------- | ---------- | ---------- | ---------- | ---------- | ---------- | ---------- | ---------- | ---------- |
| 서기 (西紀) | 708년      | 709년      | 710년      | 711년      | 712년      | 713년      | 714년      | 715년      |
| 간지 (干支) | 무신(戊申) | 기유(己酉) | 경술(庚戌) | 신해(辛亥) | 임자(壬子) | 계축(癸丑) | 갑인(甲寅) | 을묘(乙卯) |

## 같이 보기
- 일본의 연호 일람
- 와도카이친
- 지치부 지방
- 지치부시